# William P. Dunbar
William Philipps Dunbar (1863 en Minnesota - 1922) va ser un metge americà, director de l'estatal Institut d'Higiene en Hamburg, qui va fer els descobriments seminals sobre el control de còlera i les al·lèrgies, incloent-hi la identificació dels al·lergens en pol·len d'herba i pells de gat. Va realitzar alguns dels primers experiments en desensibilitzant pol·len d'injecció.